# Ptycta polluta
Ptycta polluta är en insektsart som först beskrevs av Walsh 1862.  Ptycta polluta ingår i släktet Ptycta och familjen storstövsländor. Inga underarter finns listade i Catalogue of Life.